# Groove (tidskrift)
Groove var en oberoende musiktidning som gavs ut med tio nummer om året. Fokus låg på intervjuer med artister och recensioner av album, DVD-skivor och böcker med musikanknytning. Tidningen distribuerades gratis genom bland annat skivaffärer och caféer.
Tidning startades 1995 som Magazine Groove av Jörgen Westman i Göteborg. I samband med en satsning på vidare distribution år 2000 kortades namnet ner till endast Groove och layouten gjordes om från grunden. Tidskriften gavs ut av Musiktidning i Göteborg AB.
Chefredaktör Gary Landström bekräftade den 7 mars 2010 i ett mejl ryktet att Groove upphör som papperstidskrift. Många av medarbetarna gick vidare till den svenska versionen av Gaffa, som började ges ut i april 2010.